# Joseph-Roméo Gagnon
Joseph-Roméo Gagnon (* 24. Februar 1903 in Saint-Cyrille-de-Wendover, Québec, Kanada; † 18. Februar 1970 in Edmundston) war ein kanadischer Geistlicher und römisch-katholischer Bischof von Edmundston.

## Leben
Joseph-Roméo Gagnon besuchte von 1916 bis 1924 das Bischöfliche Knabenseminar in Nicolet. Anschließend studierte Gagnon Philosophie und Katholische Theologie am Priesterseminar in Nicolet. Er empfing am 8. Juli 1928 in der Kapelle des Priesterseminars durch den Bischof von Nicolet, Joseph-Simon-Herman Brunault, das Sakrament der Priesterweihe.
Bis 1929 war Joseph-Roméo Gagnon Pfarrvikar in der Pfarrei Saint-Paul de Chester. Von 1929 bis 1932 lehrte er Philosophie und Mathematik am Bischöflichen Knabenseminar in Nicolet. 1932 wurde Gagnon für weiterführende Studien nach Rom entsandt, wo er 1936 an der Päpstlichen Universität Heiliger Thomas von Aquin das Lizenziat im Fach Philosophie erwarb und im Fach Kanonisches Recht promoviert wurde. Anschließend wurde er Spiritual am Priesterseminar in Nicolet. Von 1939 bis 1944 war Joseph-Roméo Gagnon Professor für Kanonisches Recht an der Universität Laval. 1946 wurde er Generalvikar des Bistums Nicolet und Domdechant an der Kathedrale Saint-Jean-Baptiste in Nicolet.
Am 12. Februar 1949 ernannte ihn Papst Pius XII. zum Bischof von Edmundston. Der Apostolische Delegat in Kanada, Erzbischof Ildebrando Antoniutti, spendete ihm am 31. März desselben Jahres die Bischofsweihe; Mitkonsekratoren waren der Bischof von Nicolet, Albini Lafortune, und der Bischof von Bathurst, Camille-André LeBlanc. Gagnon nahm an allen vier Sitzungsperioden des Zweiten Vatikanischen Konzils teil.